# Liste de personnalités de la Haute-Saône
Cet article recense les personnalités de la Haute-Saône.

## Sportifs

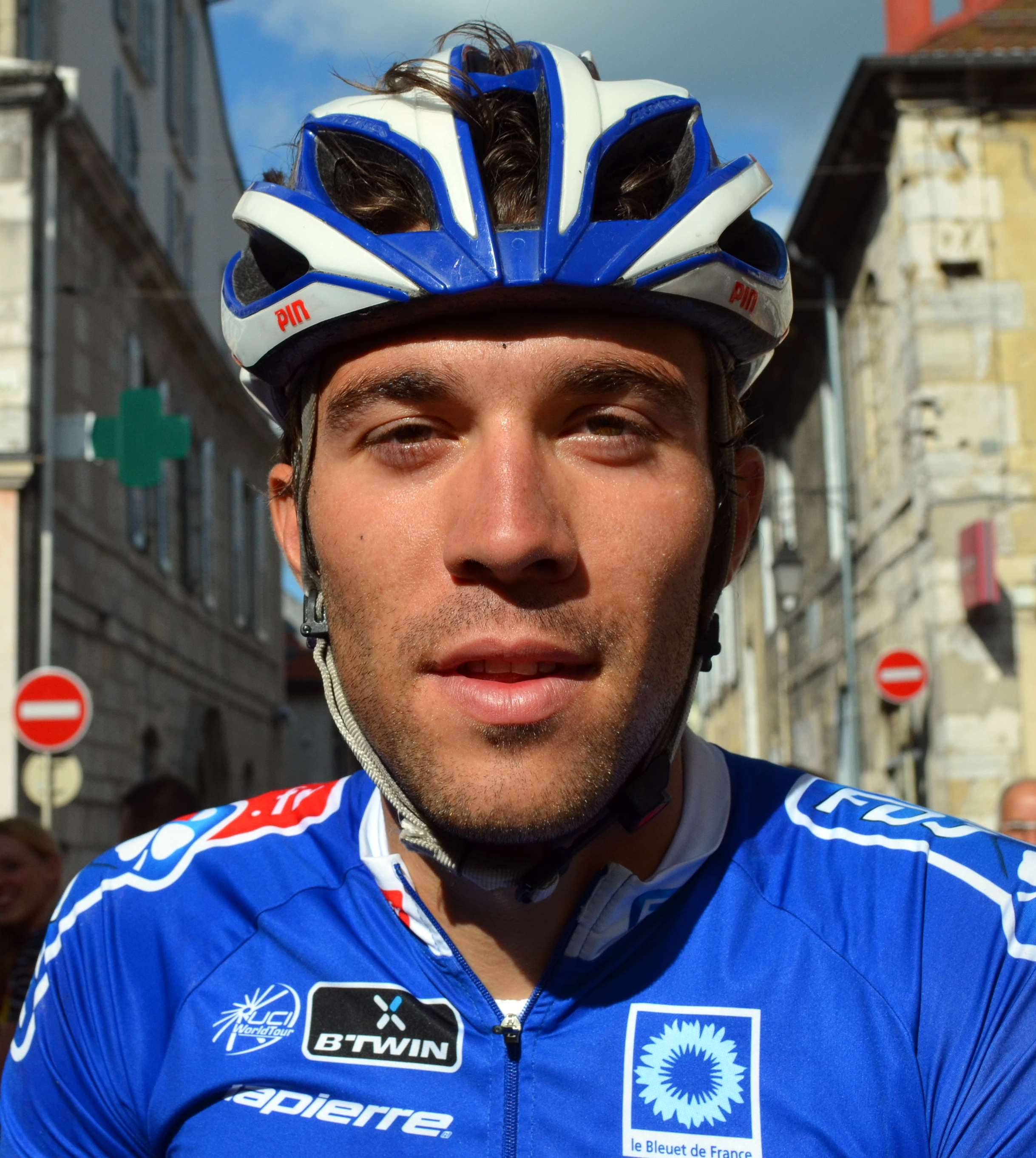
Le cycliste Thibaut Pinot en 2014.

- Jules Rimet, fondateur de la Coupe du monde de football
- Nicolas Vouilloz, champion de VTT
- Alain Perrin, entraîneur de football
- Jérémy Mathieu, footballeur professionnel
- Ghislain Lemaire, judoka français, vice-champion du monde en 2003.
- Thibaut Pinot, cycliste
- Vincent Luis, triathlète professionnel
- Laurent Mangel, coureur cycliste professionnel
- Frédéric Vichot, ancien cycliste professionnel
- Stéphane Peterhansel, multiple vainqueur du Paris-Dakar]
- Julien Casoli (1982), athlète paralympique, champion de France, champion du monde, médaillé olympique et membre de l'Équipe de France
- Robert Schurrer (1890-1972), athlète professionnel spécialiste du sprint
- Emmanuel Front (1973), athlète professionnel spécialiste du 400 mètres.
- François Châtelet (1939), athlète professionnel spécialiste du 800 mètres.
- Mélanie Sandoz (1987) championne du monde d'escalade, et une fois championne de France
- Albert Cartier (1960), footballeur et entraîneur professionnel
- Patrice Vicq (1944), footballeur professionnel puis avocat
- Dominique Thomas (1963), ancien joueur et entraîneur du Vesoul Haute-Saône Football. Il réside actuellement à Vesoul

## Personnalités politiques

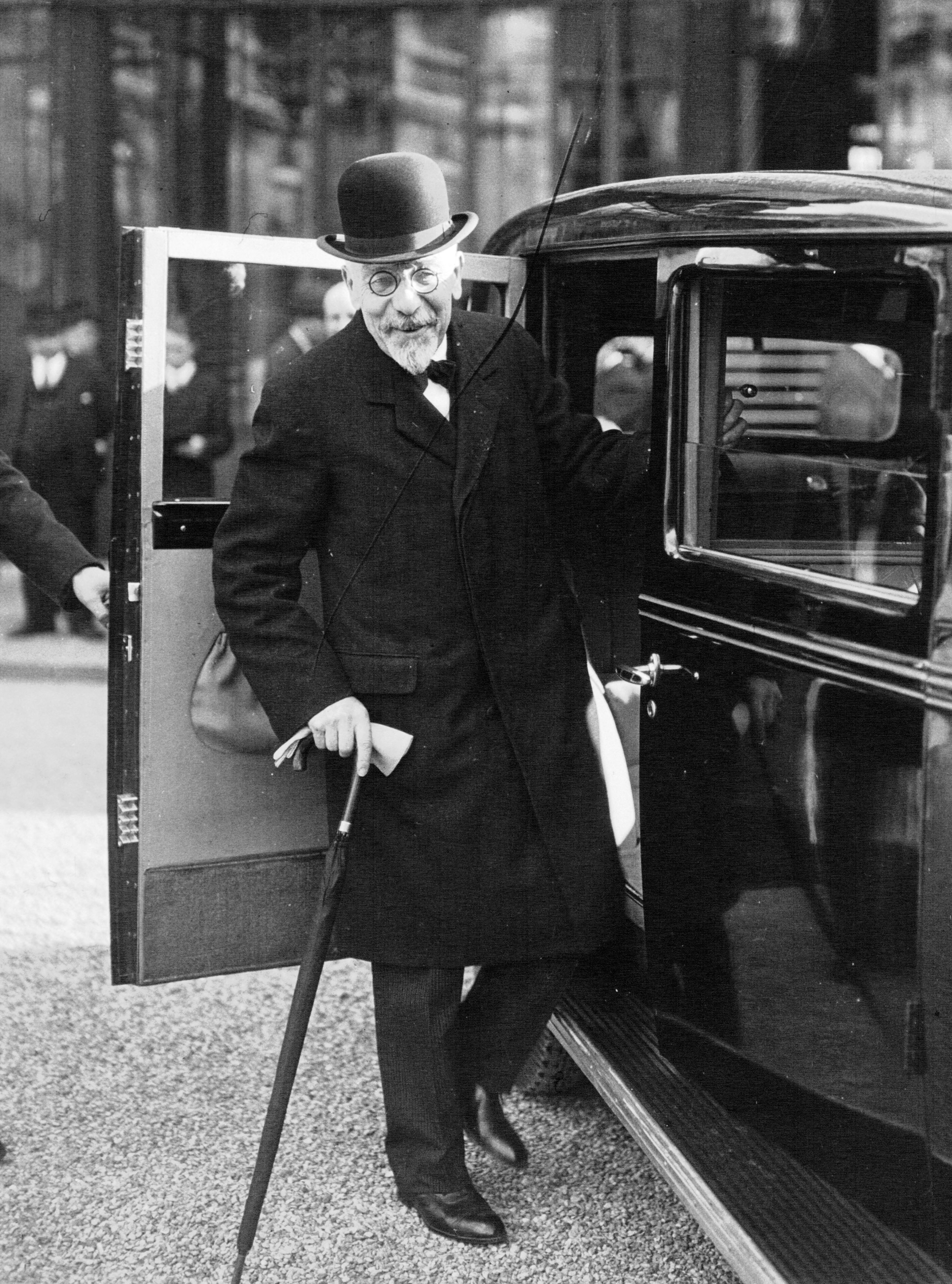
Jules Jeanneney, président du Sénat, en 1932.

- Christian Bergelin, homme politique
- Jean-Jacques Beucler, homme politique
- Pierre Chantelat, homme politique
- Jean-Marcel Jeanneney, homme politique
- Jean-Noël Jeanneney, homme politique et historien
- Jules Jeanneney, homme politique
- Alain Joyandet, homme politique
- Yves Krattinger, homme politique
- Jean-Paul Mariot, homme politique
- André Maroselli, homme politique
- Jacques Maroselli, homme politique
- Jean-Pierre Michel, homme politique
- Gérard Pelletier, homme politique
- Jean-Michel Villaumé, homme politique

## Acteurs
- Patrick Bouchitey, acteur
- Edwige Feuillère, actrice
- Cyril Menneguin dit Cyril Mennegun, cinéaste

## Peintres

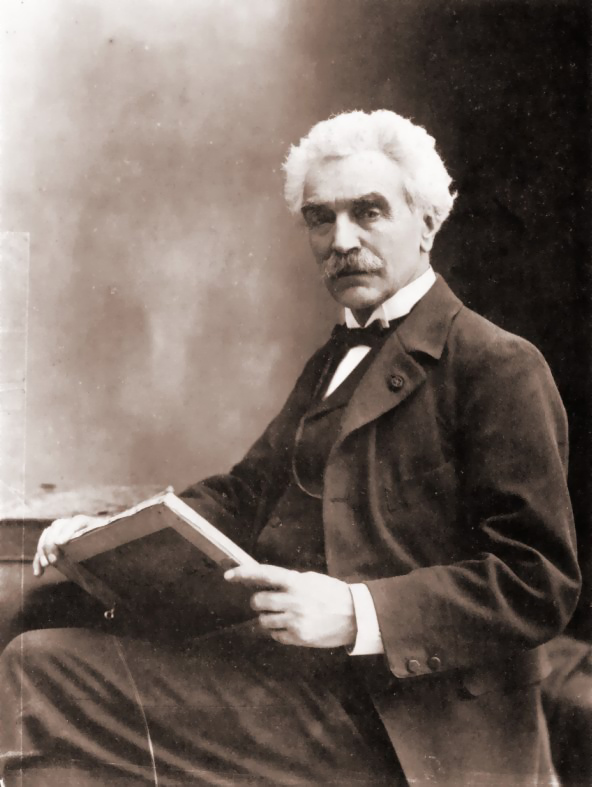
Photographie du peintre Jean-Léon Gérôme.

- Jean-Léon Gérôme, peintre et sculpteur
- Jules Jean François Pérot, artiste peintre
- Pascal Dagnan-Bouveret, peintre
- Jules-Alexis Muenier, peintre
- Gustave Courtois, artiste peintre
- Roland Weber, peintre

## Religieux
- François Richardot (1507-1574) Chanoine de Besançon puis évêque d'Arras
- Thomas Gousset, cardinal
- Jean Jouffroy, religieux et diplomate
- Alfred de Jancigny, préfet du département en 1865
- Jacques de Molay, maître de l'ordre du Temple

## Entrepreneurs
- Laurence Parisot, entrepreneur
- Armand Petitjean, entrepreneur
- Claude Peureux, entrepreneur
- Jean Michel Claude Richard (1787-1868), ingénieur agronome qui fonda le premier Jardin d’essai agricole créé en Afrique tropicale ; la ville de Richard-Toll (Sénégal) porte son nom

## Historiens
- Amédée Simon Dominique Thierry, préfet du département de 1830 à 1838, historien
- Augustin Thierry, historien
- Paul René Machin (1918-2003), écrivain, poète, professeur de mathématiques, historien; fut également lieutenant colonel de l'armée française

## Autres
- Jean-François Carteaux, militaire

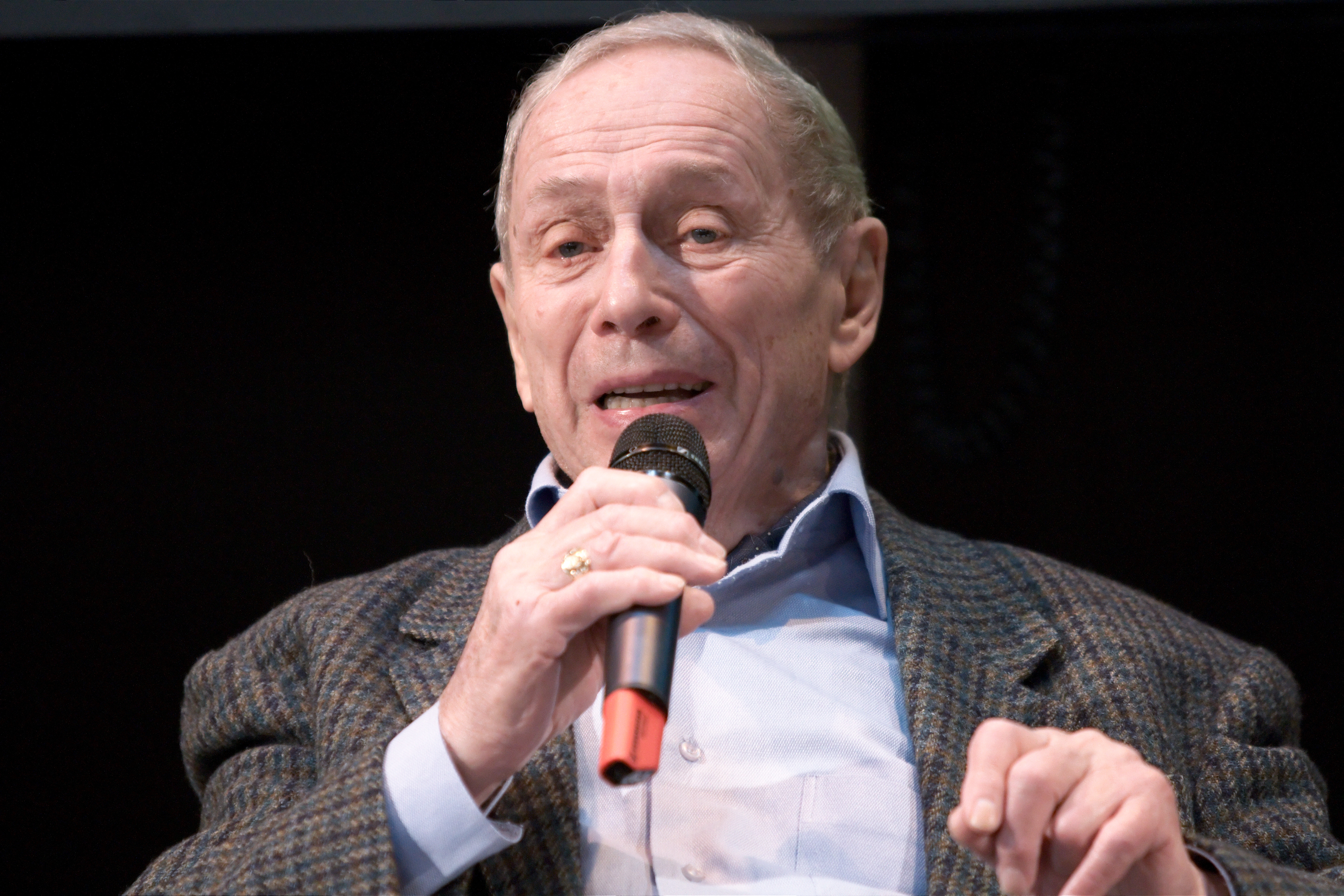
Georges Balandier en 2010.

- Guillaume Meurice,  humoriste et chroniqueur radio
- Georges Balandier, ethnologue et sociologue
- Édouard Belin, inventeur du fax
- Jean Cézard, Georges Colomb (Christophe), dessinateurs
- André Blanchard, écrivain
- Pascal Coupot, sculpteur et céramiste
- Antoine-Augustin Cournot, philosophe, économiste et mathématicien
- Pierre Joseph Desault, Pierre-François Percy, médecins
- Marc Paygnard, photographe
- Jacques-Antoine Priqueler, antiesclavagiste français (1753-1802)
- Notseriou's, vidéaste et streamer sur internet